# Oligodon formosanus
Oligodon formosanus este o specie de șerpi din genul Oligodon, familia Colubridae, descrisă de Albert Günther în anul 1872. Conform Catalogue of Life specia Oligodon formosanus nu are subspecii cunoscute.